# ارد یکم
اُرُد یکم (به پارتی: 𐭅𐭓𐭅𐭃) از سال ۷۵ تا ۸۰ پیش از میلاد مسیح  پادشاه اشکانیان بود. او پسر و وارث گودرز یکم بود (حدود ۹۱ پ.م - ۸۷ / ۸۰ پ.م)، وقایع سلطنت او نسبتاً مبهم است. تاج و تخت او ممکن است در ۸۷ پ.م - ۸۰ پ.م توسط عموی احتمالی مهرداد سوم غصب شده باشد، با این حال، اطلاعات زیادی در این زمینه در دسترس نیست. از فعالیتهای نظامی وی در سال ۷۸ پ.م، معلوم است که ارد یکم تسلط اشکانیان بر الیمائی که از ۸۱/۸۰ پ.م مستقل بود را دوباره برقرار کرد.
بعداً ارد یکم تاج و تخت شاهی را در مقابل شاهزاده پیر اشکانی سیناتروک که متعلق به شاخه ای متفاوت از خانواده سلطنتی اشکانی بود، از دست داد.

## نام
در کتیبه سه‌زبانه کعبه زرتشت به یونانی اورُد (Οὐορωδ) و به پارسی میانه ویرود (𐭥𐭩𐭥𐭥𐭣) و پارتی ورود (𐭅𐭓𐭅𐭃) نوشته شده‌است. در پارسی میانه به شکل ویروی نیز ضبط شده‌است. ریشه‌شناسی نام مورد اختلاف است. در فارسی ویرو نام شخصیتی در منظومه ویس و رامین است، که داستان آن منشأ ایرانی پارتی دارد.